# Forças de Restauração dos Camarões do Sul
As Forças de Restauração dos Camarões do Sul (em inglês:  Southern Cameroons Restoration Forces), também conhecidas como Forças de Defesa dos Camarões do Sul (em inglês:  Southern Cameroons Defence Forces, SCDF; não confundir com o seu homônimo, SOCADEF), é uma milícia separatista ambazoniana. Ativa principalmente na Divisão de Boyo na Região Noroeste, comandou cerca de 100 combatentes em 2019. O grupo é liderado por Nso Foncha Nkem.
Em Janeiro de 2020, as Forças de Restauração dos Camarões do Sul estiveram envolvidas num dos casos mais graves de disputas internas entres os separatistas até à data. O General Chacha publicou um vídeo onde exigia que todas as milícias separatistas se fundissem nas Forças de Defesa dos Camarões do Sul, ameaçando atacar as milícias separatistas que se opunham a ele. Na mesma altura, a milícia de Chacha raptou 40 combatentes das Forças de Defesa da Ambazônia, seis dos quais foram posteriormente assassinados.
As lutas internas terminaram abruptamente uma semana após o incidente do rapto, quando o General Chacha e cerca de 20 outros combatentes foram mortos quando as tropas camaronesas atacaram a sua base em Kumbo; isto ocorreu pouco depois de um ultimato emitido pelo brigadeiro-general camaronês Valere Nka. O Exército Camaronês manteve a sua dinâmica em Kumbo nos dias que se seguiram ao assassinato, atacando vários campos pertencentes às Forças de Restauração e perseguindo os combatentes em retirada.

### Obras citadas
- DeLancey, Mark Dike; DeLancey, Mark W.; Mbuh, Rebecca Neh, eds. (2019). Historical Dictionary of the Republic of Cameroon 5th ed. London: Rowman & Littlefield. ISBN 978-1538119679